# 芒狗
芒狗（マンゴウ、拼音: máng gǒu）は、2023年ごろに中華人民共和国で流行した、マンゴーの種を乾燥させ、毛並みを整えた「ペット」である。「マンゴー（中国語: 芒果; 拼音: máng guǒ）」と「犬（中国語: 狗; 拼音: gǒu）」の言葉遊びであり、乾燥させて毛羽立たせた種の繊維を犬の毛並みになぞらえている。

## 製法
マンゴーは核果であり、核にはひげのような繊維が付着している。この「毛」は維管束であり、植物内部に水分と栄養素を輸送するはたらきを担っている。芒狗は、この「毛」を整え、犬の毛のように見立てたものである。芒狗をつくるためには、繊維を傷つけないように丁寧にマンゴーを食べ、種を洗い、乾燥させる必要がある。この際、シャンプーやコンディショナーをつかって毛並みをよりふわふわしたものにしようと試みる者もいるが、マンゴーの繊維にキューティクルは存在しないため、儀式的なもの以上の意味はない。
完成した芒狗に名前をつけたり、あるいは目玉シールをつけたり、カラフルに染めたりする者もいる。また、このようにしてつくった芒狗の「飼育日記」を、小紅書といった国内のSNS上に投稿する者もおり、オンラインでは「飼育方法」の情報共有がなされている。ほかに、芒狗をヘアピンなどに加工する者も存在する。

## 歴史
中国のインターネットでは、芒狗の登場以前より、無生物をペットに見立てる遊びが流行していた。2022年10月ごろより流行しはじめたペット・ロックはトレンドとなり、抖音ではペット用の石を販売するビジネスもあらわれた。また、同年には、段ボール製の犬である紙盒狗を飼育することも流行になった。芒狗は、こうした「何でもペットになる時代」のなかで生まれた流行であり、『サウスチャイナ・モーニング・ポスト』は、芒狗は紙盒狗に追従するかたちでまきおこった流行であると論じている。
犬や猫といったペットを飼うことは手間であることが、芒狗の流行に影響していると考えられている。特に、寮に寄宿している学生にとって、生き物を飼育することは非常に難しい。芒狗は「大人しく」、抜け毛や排泄を気にする必要もないペットとみなされており、こうした要素が一定程度流行に影響している可能性がある。こうした流行に対し、若者のメンタルヘルス的な問題を心配する声もあがっているが、中国農業大学心理素質教育センターの施鋼は「手が出せる範囲で、コストが低く、自分を癒やすこともできる方法を見つけたのであれば、それに対しいろいろなマイナスの意味を付け加える必要はない」と一定程度の肯定的評価をみせている。